# Nicolae Botnariuc
Nicolae Botnariuc (n. 15 martie 1915, Râșcani, Bălți, Basarabia, Imperiul Rus – d. 1 martie 2011) a fost un zoolog și biolog român, ales ca membru al Academiei Române (corespondent în 1974 și titular în 1990). A fost autor a peste 150 de lucrări științifice, a condus colectivul de elaborare a lucrării Fauna României, ca și prima expediție românească transafricană (1970-1971). A fost membru de onoare al Academiei de Științe a Moldovei.
După absolvirea liceului „Ion Creangă” din Bălți și luarea bacalaureatului în 1936, s-a înscris, mai întâi, la Școala Politehnică din București (1936 - 1938), iar apoi la Facultatea de Științe, Secția de Științe Naturale a Universității din București, unde și-a luat licența în 1942.
În 1941, Nicolae Botnariuc împreună cu Traian Orghidan, studiind crustaceele, au publicat în Buletinul Secției Științifice al Academiei Române prima lor lucrare intitulată Sur une nouvelle espèce du genre Imnadia trouvée en Roumanie et sur les Imnadiidae n. fam.
În cadrul Institutului de Biologie a condus Laboratorul de sistematică și evoluție a animalelor (1949 - 1973) și, ulterior, Laboratorul de ecologie acvatică (1973 - 1983).

## Distincții
- Ordinul Muncii clasa a II-a (31 decembrie 1956) „cu prilejul împlinirii a 90 de ani de la înființarea Societății Academice Romîne, pentru merite deosebite in muncă”[6]
- Ordinul Muncii clasa a II-a (13 octombrie 1964) „cu prilejul aniversarii a 100 de ani de la înființarea Universității din București, pentru activitate îndelungată, contribuție în dezvoltarea științei și merite deosebite în dezvoltarea învățămîntului superior”[7]
- Ordinul „Steaua Republicii Socialiste România” clasa a IV-a (1971) „pentru merite deosebite în opera de construire a socialismului, cu prilejul aniversării a 50 de ani de la constituirea Partidului Comunist Român”[8]
- Ordinul Național „Pentru Merit” în grad de Mare Cruce (2000)[9]

## Opera
- Nicolae Botnariuc,  Evoluționismul în impas?, Editura Academiei Române, 1992
- Nicolae Botnariuc,  Genofondul și problemele ocrotirii lui, Editura Științifică și Enciclopedică, 1989
- Nicolae Botnariuc,  Ecologie, Editura Didactică și Pedagogică, 1982
- Nicolae Botnariuc,  Biologie generala, Editura Didactică și Pedagogică, 1979
- Nicolae Botnariuc,  Concepția și metoda sistemică în biologia generală, Editura Academiei Republicii Socialiste România, 1976
- Nicolae Botnariuc,  Principii de biologie generală, Editura Academiei Republicii Socialiste Romania, 1967
- Nicolae Botnariuc,  Organizarea si evoluția materiei vii, Editura Științifică, 1967
- Nicolae Botnariuc,  Din istoria biologiei generale, Editura Științifică, 1961
- Nicolae Botnariuc,  Viața în deltă, Editura Tineretului, 1960
- Nicolae Botnariuc,  Ch. Darwin și teoria sa despre evoluția viețuitoarelor, Editura Societatea pentru Răspândirea Științei și Culturii, 1959
- Nicolae Botnariuc,  Din lumea plantelor, Editura Tineretului, 1954
- N. Botnariuc, Tr. Orghidan,  Fauna Republicii Populare Române. Crustacea (volumul 4, fascicula 2), Editura Academiei, 1953

## Specii dedicate
Alticuma botnariuci Petrescu, 2007 